# Санш II д’Астарак
Санш II (фр. Sanche II d’Astarac; ум. 1168) — граф Астарака ок. 1144—1162.
Сын Бернара I и его первой жены, имя которой не известно.
После смерти отца разделил наследство с братьями, уступив Бернару II сеньорию Сен-Мартен дю Гот и все владения в диоцезах Бордо и Базас, Боэмону — восточную часть графства Астарак с городами Гожан, Монтама и Совтер.
В документах 1144—1162 годов Санш и Боэмон упоминаются вдвоём, оба — с графским титулом.
Начиная с 1162 года Боэмон значится как единственный правитель Астарака. Возможно, Санш II к этому времени или ушёл на покой, или он отправился в Святую Землю.
В 1167 году был ещё жив. 
О жене и детях Санша II ничего не известно.